# Glucoproteína de envoltura gp160
La glucoproteína de envoltura gp160 o gp 160 es una poliproteína monomérica codificada a partir el genoma del Virus de Inmunodeficiencia Humana (VIH).

Por escisión de proteasas celulares produce las glucoproteínas gp41 (TM) y gp120 (SU), ambas proteínas se encuentran asociadas y junto a la bicapa lipídica constituyen la envoltura del virus.

Es el producto principal de la expresión del gen env.

## Estructura

### Estructura primaria
La estructura primaria suele presentar variaciones dependiendo de la cepa viral, teniendo una longitud aproximada de 820 aminoácidos. 

Es sintetizada, como todas las proteínas de membrana celulares, en el RER y algunos de sus residuos son modificados posteriormente en el sistema de Golgi. Presenta las siguientes modificaciones postraduccionales:
- Gran cantidad glucosidaciones, sobre todo en la región correspondiente a la gp120, mediante la unión de N-acetilglucosamina (GlcNAc) a residuos de asparagina (Asn).[1]
- Numerosa cantidad de enlaces disulfuro, sobre todo en la región correspondiente a la gp120, como comúnmente ocurre en proteínas que se encuentran en contacto con la matriz extracelular.[1][2]
- Acilación de residuos de cisteína (Cys) con grupos palmitoílos, en la región correspondiente a la gp 41, que aumentan la estabilidad de su anclaje a las membranas lipídicas.[1]

## Maduración y proteólisis
El ARNm producido por la expresión del gen env codifica inicialmente un péptido señal que al ser reconocido por la partícula de reconocimiento de señal (SRP) dirige la síntesis proteica hacia el RER. Luego de la unión a la membrana del RER y el comienzo de la síntesis de la gp160, esta señal es escindida por enzimas peptidasas señal.
En el RER se producen los puentes disulfuro. Luego de ser totalmente sintetizada es dirigida al sistema de golgi donde ciertos residuos de asparagina son glucosidados y se produce la palmitoilación de residuos de cisteína específicos (en la región precursora de la gp41). Posteriormente es escindida por proteasas celulares que, por clivaje en un sitio específico de la gp160, producen las glucoproteínas gp120 y gp41 maduras; las cuales, permanecen asociadas no covalentemente formando un heterodímero.
Luego de ser modificada y escindida, la poliproteína es secretada hacia la membrana celular de la célula infectada. En la membrana celular el complejo polipeptídico gp41-gp120 se encuentra asociado formando homotrímeros (tres unidades gp41-gp120) constituyendo la proteína de envoltura (Env); la cual se integra al virus durante la gemación.